# Oostrozebeke
Oostrozebeke är en kommun i Belgien.   Den ligger i provinsen Västflandern och regionen Flandern, i den västra delen av landet, 70 km väster om huvudstaden Bryssel. Antalet invånare är 7 550.
Runt Oostrozebeke är det i huvudsak tätbebyggt. Runt Oostrozebeke är det tätbefolkat, med 709 invånare per kvadratkilometer.